# Act of Valor
Brasil: Ato de Coragem / Portugal: Ato de Valor (Act of Valor no original em inglês) é um filme estadunidense de 2012, do gênero drama de guerra, dirigido por Mike McCoy e Scott Waugh e escrito por Kurt Johnstad. E conta com soldados ativos dos Navy SEALs no elenco, além de estrelas internacionais como Alex Veadov, Roselyn Sánchez, Nestor Serrano e Emilio Rivera. O filme foi lançado nos Estados Unidos em 24 de fevereiro de 2012 e em 10 de agosto de 2012 no Brasil.